# Senka
Senka (jap. 宣化天皇, Senka-tennō; * 467; † 15. März 539) war der 28. Tennō von Japan.
Senka war der zweite Sohn von Kaiser Keitai. Nachdem sein Bruder und Vorgänger Kaiser Ankan im Januar 536 ohne Nachkommen gestorben war, wurde Senka gemäß den Erbfolgeregeln zum 28. Kaiser Japans. Bei seiner Thronbesteigung im Januar oder Februar 536 war er bereits 69 Jahre alt, dies erklärt seine sehr kurze Regierungszeit von nur drei Jahren. Nachdem auch Senka kinderlos gestorben war, wurde sein jüngerer Bruder Kimmei sein Nachfolger. Sein Grab ist vermutlich der Toriya-Misanzai-Kofun (鳥屋ミサンザイ古墳, 34° 28′ 41,7″ N, 135° 46′ 47,8″ O) im heutigen Toriya-chō, Kashihara, Präfektur Nara.
Aus seiner Regierungszeit wird überliefert, dass er Ōtomo no Sadehiko 537 nach Korea entsendete. Dessen Frau Matsuura no Sayo Hime verabschiedete ihn der Legende nach so lange, bis sie sich in einen Stein verwandelte. Damit wurde sie zum Symbol der ergebenen und treuen Frau.